# فدراسیون فوتبال رومانی
فدراسیون فوتبال رومانی (رومانیایی: Federația Română de Fotbal;) با نام کوتاه شدهٔ ( FRF) بالاترین نهاد اداره کننده فوتبال در کشور رومانی است که در سال ۱۹۰۹ میلادی در شهر بخارست بنیان نهاده شد. این نهاد مسئولیت تیم ملی رومانی در تمامی رده‌های سنی (مردان و زنان)، لیگ دسته اول دوم، سوم و جام حذفی را بر عهده دارد.
فدراسیون فوتبال رومانی در سال ۱۹۳۰ به عضویت رسمی فیفا و در سال ۱۹۵۵ به عضویت اتحادیه فوتبال اروپا یوفا درآمد.